# Origny-en-Thiérache
Origny-en-Thiérache ist eine französische Gemeinde mit 1.354 Einwohnern (Stand: 1. Januar 2022) im Département Aisne in der Region Hauts-de-France; sie gehört zum Arrondissement Vervins, zum Kanton Hirson und zum Gemeindeverband Trois Rivières. Die Einwohner werden Auriniens genannt.

## Geographie
Die Gemeinde Origny-en-Thiérache liegt im Osten der Thiérache am Fluss Ton nahe der Grenze zu Belgien. Nachbargemeinden von Origny-en-Thiérache sind Ohis im Norden, Neuve-Maison und Buire im Nordosten, La Hérie im Osten, Landouzy-la-Ville im Südosten, Landouzy-la-Cour im Süden sowie La Bouteille im Westen.

## Bevölkerungsentwicklung
| Jahr      | 1962 | 1968 | 1975 | 1982 | 1990 | 1999 | 2006 | 2013 | 2022 |
| Einwohner | 1892 | 1861 | 1717 | 1695 | 1557 | 1444 | 1501 | 1582 | 1354 |

## Sehenswürdigkeiten
- Wehrkirche Saint-Cyr-et-Sainte-Julitte, seit 1927 Monument historique
- Kirche Notre-Dame-du-Mont-Carmel im Ortsteil Le Chaudron, 1872 erbaut

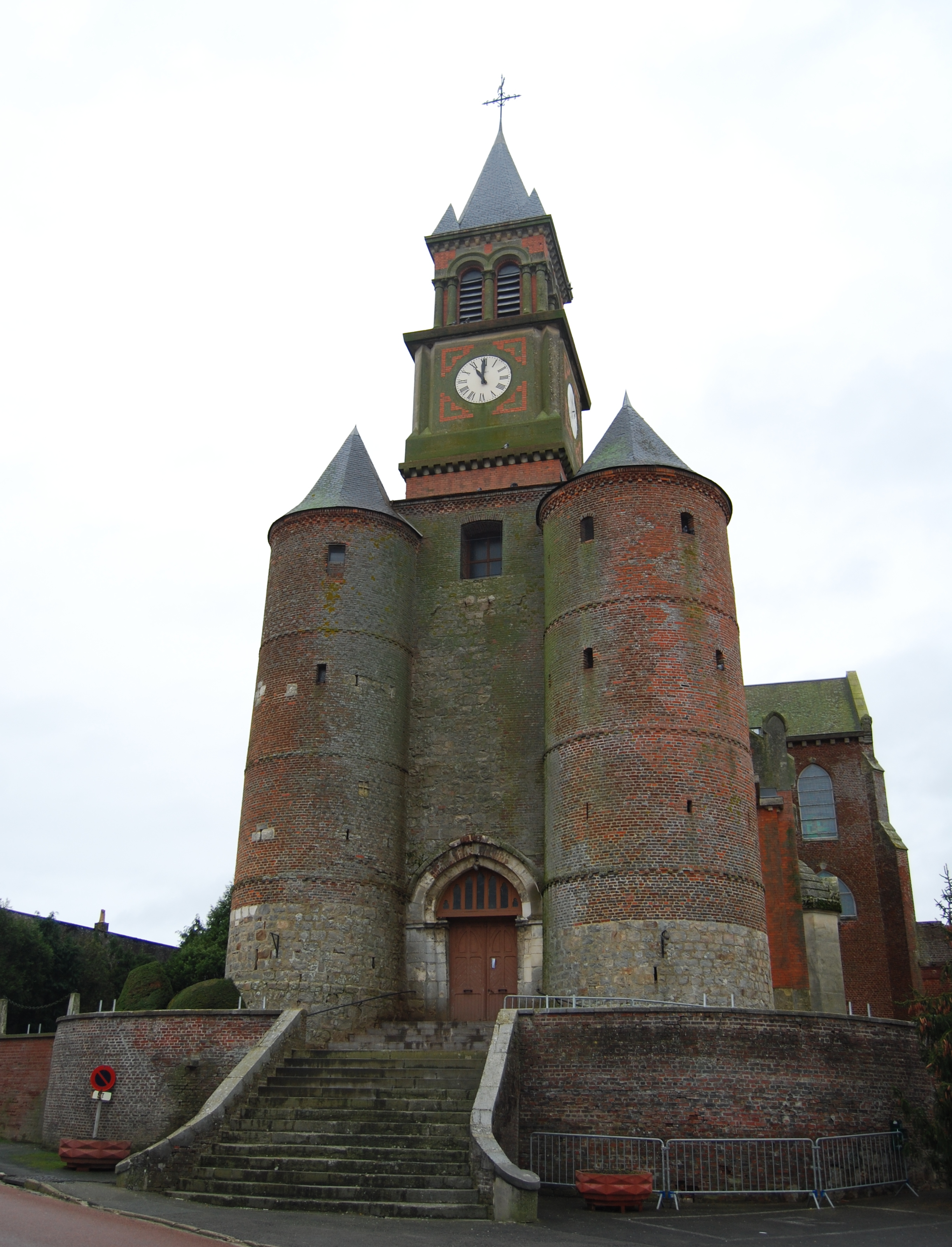
Kirche Saint-Cyr-et-Sainte-Julitte
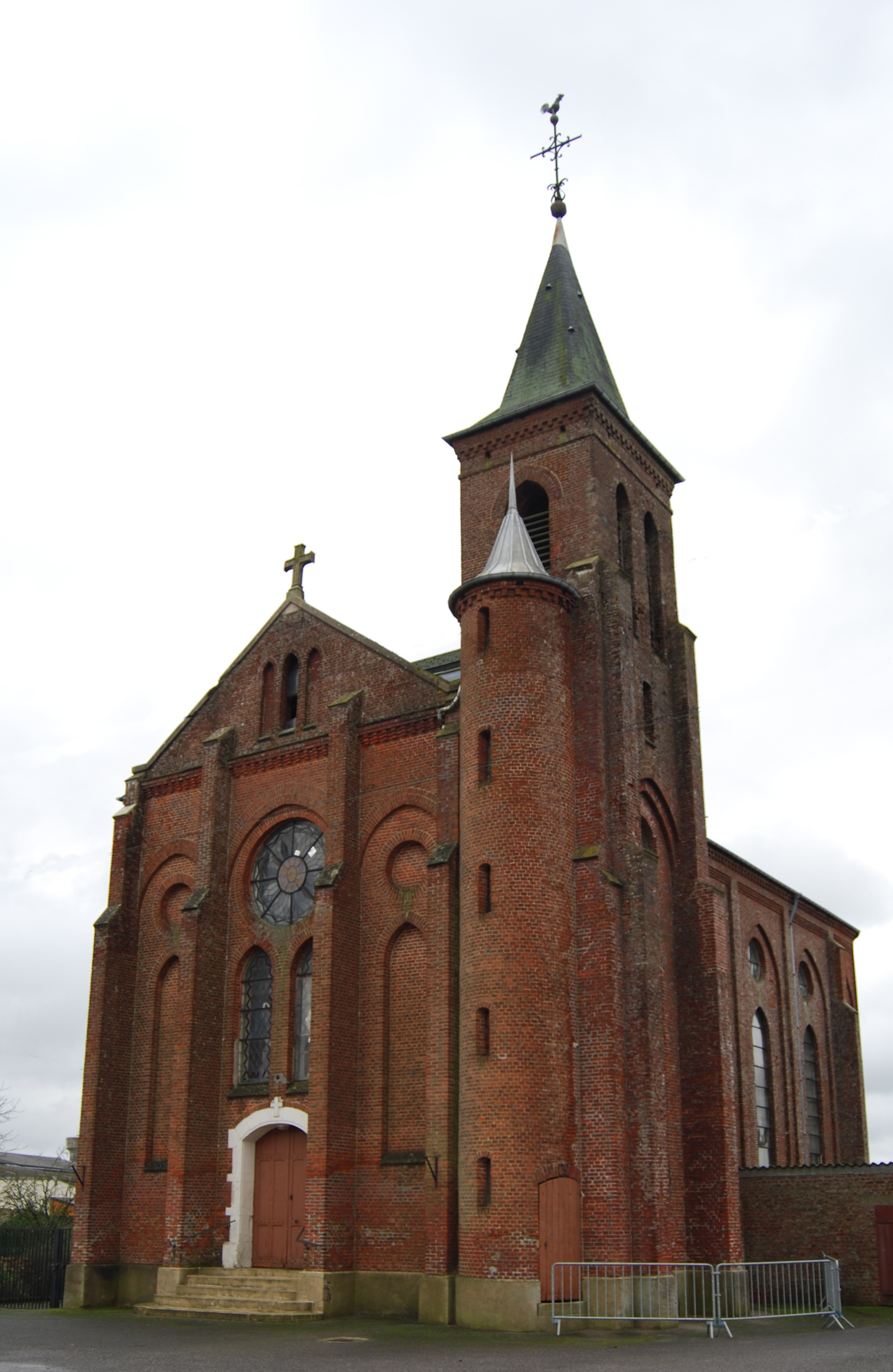
Kirche Notre-Dame-du-Mont-Carmel
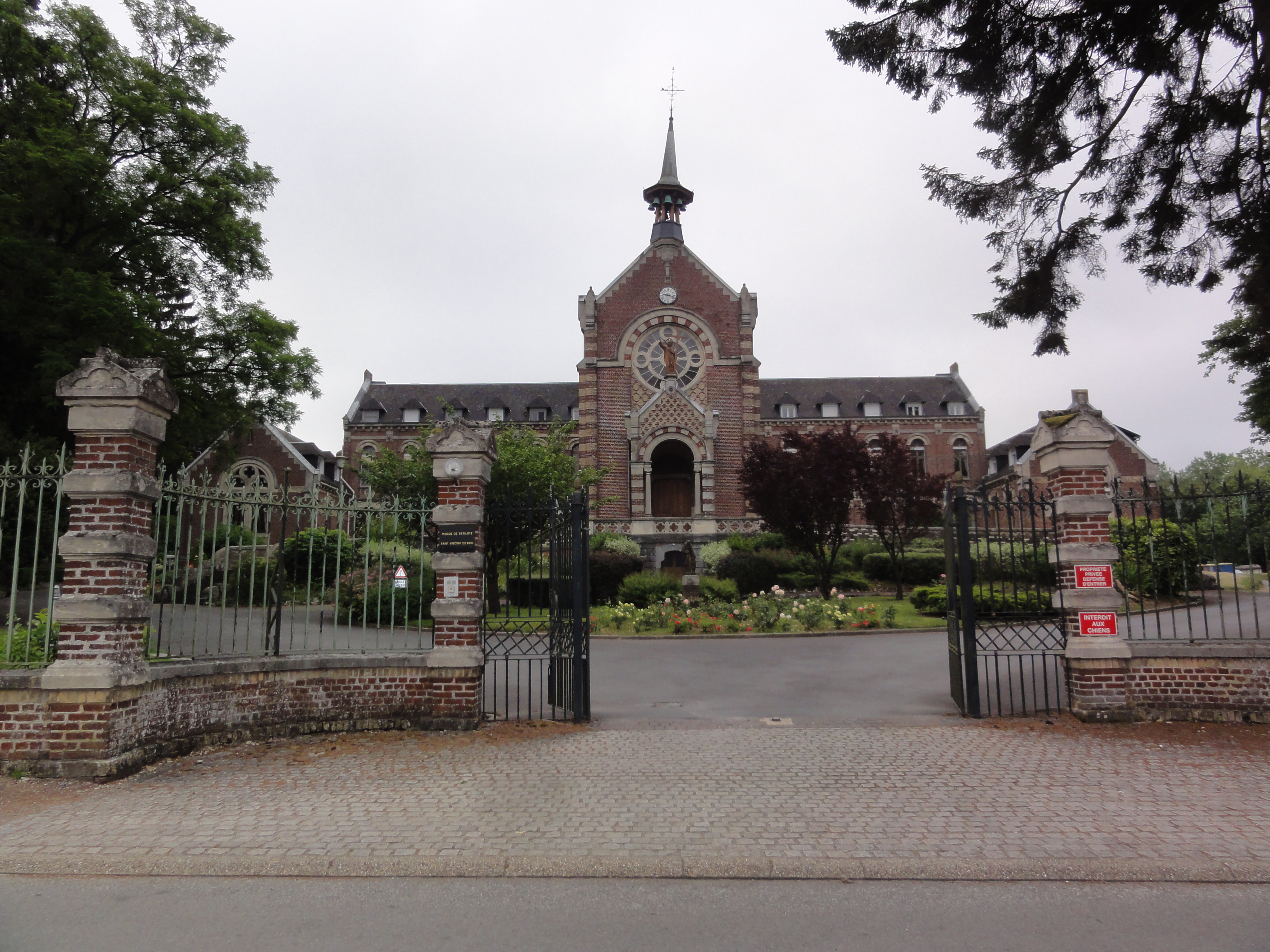
Seniorenheim-Kapelle Saint-Vincent-de-Paul
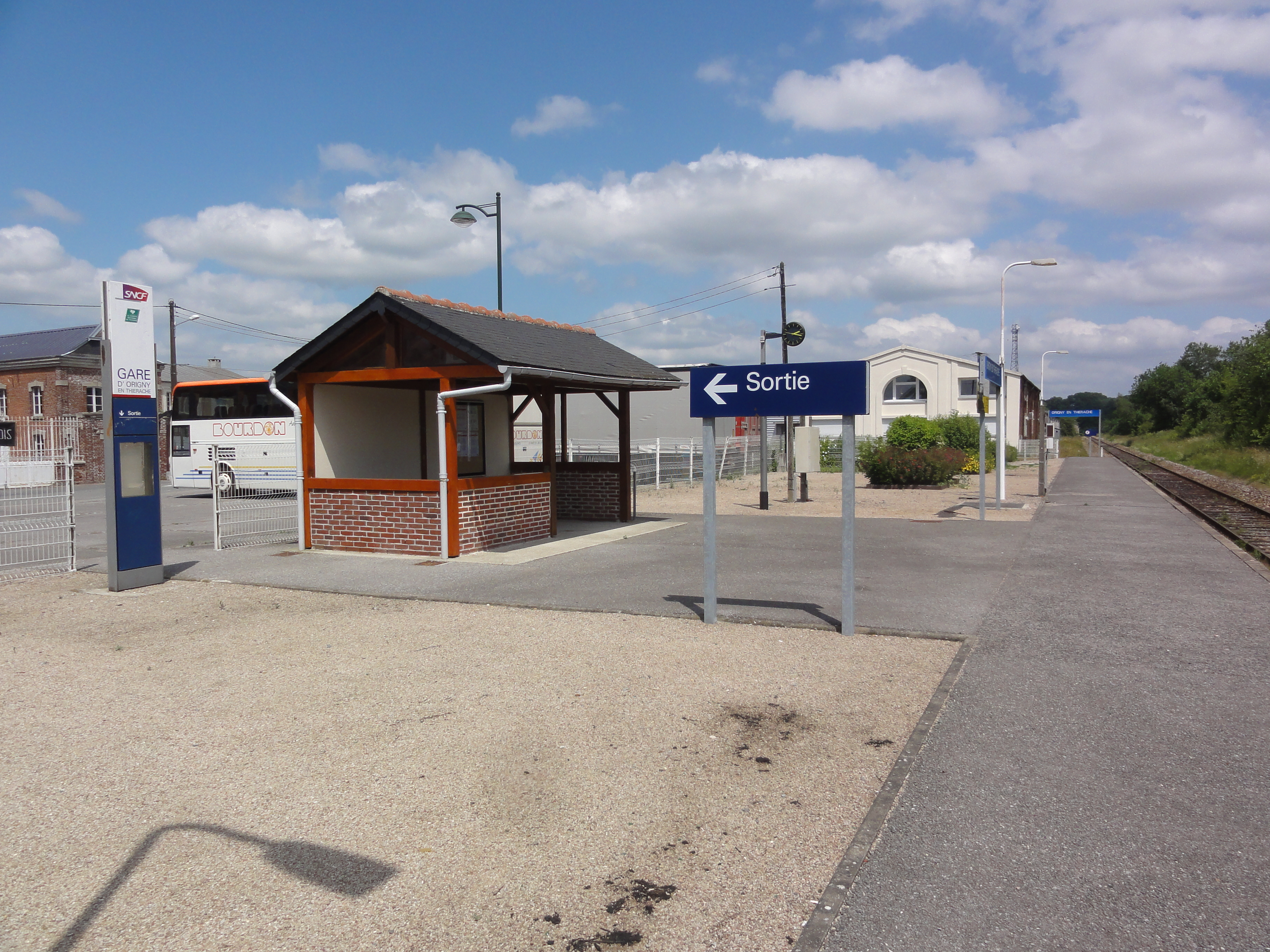
Bahnhof

## Persönlichkeiten
- Pierre Pigneau de Behaine (1741–1799), katholischer Priester, Apostolischer Vikar in Vietnam